# Krásný Studenec
Krásný Studenec  (německy Schönborn) je XXIV. část statutárního města Děčína, nachází se zhruba čtyři kilometry jihozápadně od středu města. Leží v údolí Chrochvického potoka, díky čemuž má ves protáhlý tvar. Nadmořská výška obce se pohybuje mezi 243 až 406 metry nad mořem a ohraničují ji čtyři vrchy: Chmelník na jihu, Lotarův vrch na západě, Klobouk na severozápadě a Popovický vrch na severovýchodě.
Děčín XXIV-Krásný Studenec leží v katastrálním území Krásný Studenec o rozloze 5,92 km².

## Historie

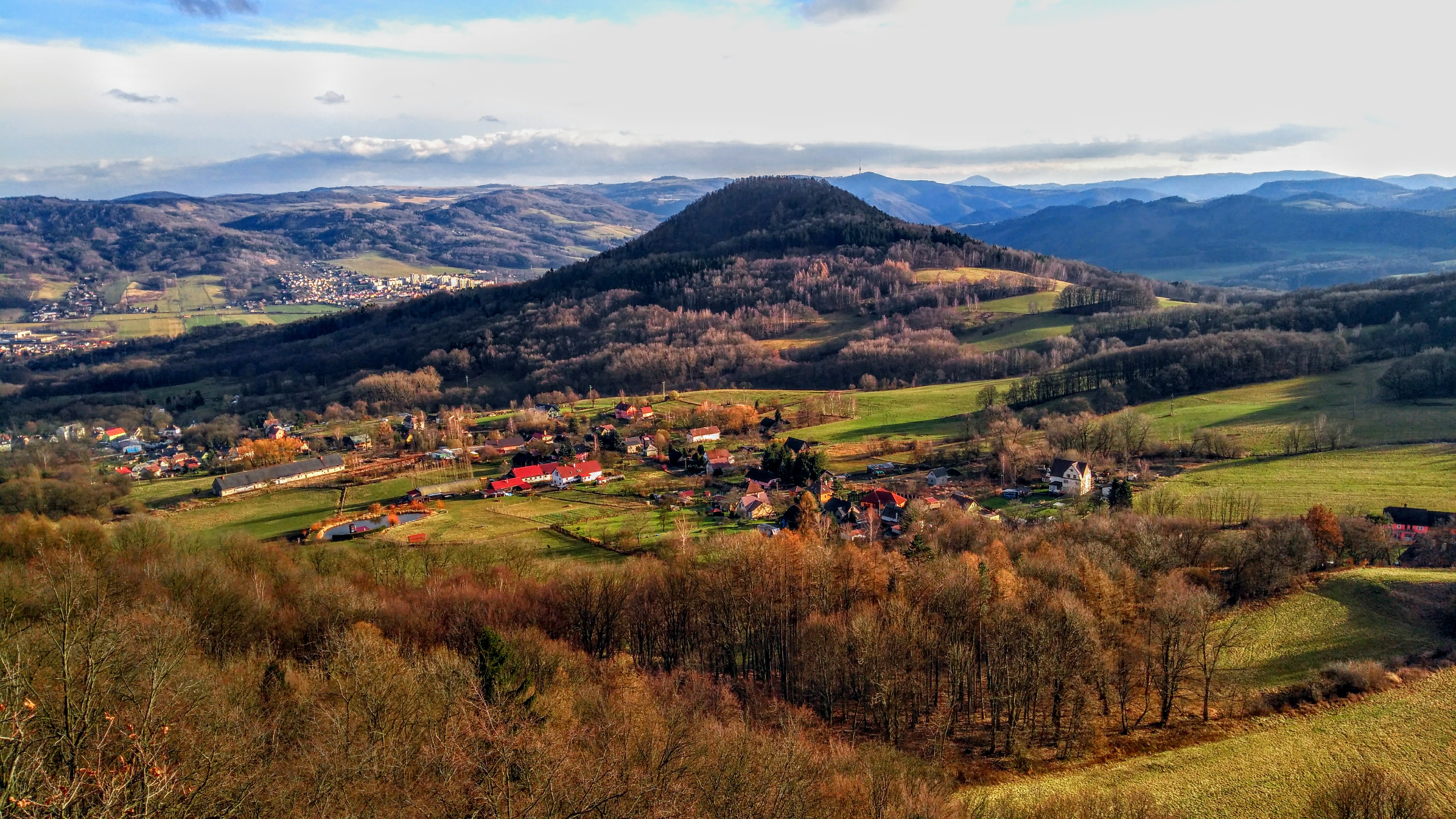
Pohled z vrchu Klobouk

První písemná zmínka o vesnici pochází z roku 1352. V době gotiky (rok 1363) byly také položeny základy kostela svatého Michaela. Jeho konečná barokní podoba a zařízení pocházely ze 18. století (rok 1712). Roku 1966 byl kostel zbořen z nařízení úřadů.

## Obyvatelstvo
Při sčítání lidu v roce 1921 ve vsi žilo 815 obyvatel (z toho 386 mužů), z nichž bylo šest Čechoslováků, 800 Němců a devět cizinců. Kromě devatenácti evangelíků, čtyři příslušníků nezjišťovaných církví a tří lidí bez vyznání byli římskými katolíky. Podle sčítání lidu z roku 1930 měla vesnice 901 obyvatel: čtrnáct Čechoslováků, 878 Němců a devět cizinců. Dva lidé se hlásili k nezjišťovaným církvím, 21 bylo evangelíky, 105 bez vyznání a většina 773 lidí patřila k římskokatolické církvi.
| Rok            | 1869 | 1880 | 1890 | 1900 | 1910 | 1921 | 1930 | 1950 | 1961 | 1970 | 1980 | 1991 | 2001 | 2011 | 2021 |
| -------------- | ---- | ---- | ---- | ---- | ---- | ---- | ---- | ---- | ---- | ---- | ---- | ---- | ---- | ---- | ---- |
| Počet obyvatel | 586  | 602  | 656  | 673  | 843  | 815  | 901  | 533  | 557  | 486  | 439  | 401  | 422  | 514  | 594  |
| Počet domů     | 89   | 93   | 95   | 104  | 123  | 130  | 145  | 123  | 109  | 105  | 108  | 119  | 122  | 154  | 154  |

## Pamětihodnosti

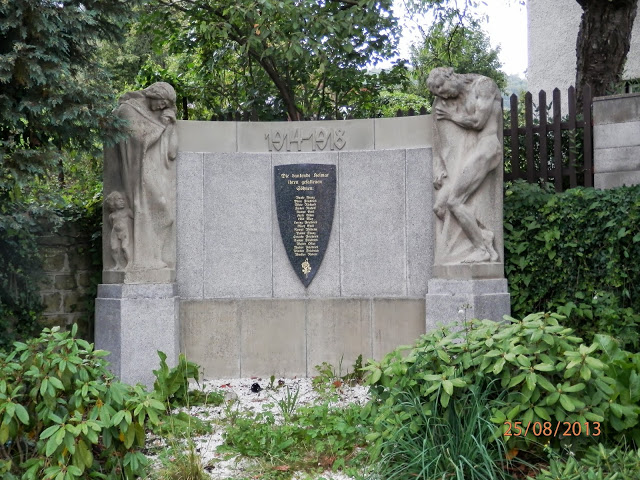
Pomník padlým v první světové válce

V obci se nachází několik ukázek lidového stavitelství, jež ve třicátých a čtyřicátých letech 20. století zdokumentoval Franz Queißer. Jedná se o hospodářská stavení a o domy různého charakteru. Výjimkou nejsou ani roubené či hrázděné stavby. V horní části obce stojí malá hasičská zbrojnice zbudovaná v době první republiky.
V obci se také nachází jedno z posledních zachovaných děl děčínského sochaře Fritze Tampeho, pomník padlým z první světové války.

### Kostel svatého Michaela
„Kostel byl barokní, jednolodní, s užším obdélným presbytářem, s hranolovou věží po severní straně a s předsíní po jižní straně lodi. Západní průčelí bylo trojosé, se středním rizalitem, v němž bylo vsazeno portálové, obdélníkové okno a lizénový rámec. Zakončeno bylo trojúhelníkově zakončeným křídlovým štítem s jehlanci. (…) Mohutná nízká hranolová věž s pásovými římsami, vpadlými poli a okny, v 1. patře obdélnými, v 2. patře polokruhově ukončenými, byla zastřešena mohutnou cibulovou bání. Presbytář byl sklenut valenou klenbou s dvěma lunetami a dvěma pásy, sbíhajícími na pilastry. Po severní straně byl obdélníkový portál do sakristie (v podvěží).“
Před zničením studeneckého kostela se podařilo zachránit renesanční boční oltář, protože ten byl (po restauraci v Jihlavě) již od června 1958 umístěn v kostele sv. Františka v Podmoklech. Jedná se o velmi cennou kulturní památku. Jeho autorem je F. Dittirch starší z Freibergu, jenž oltář zhotovil roku 1605. Do kostela sv. Františka byla umístěna i kamenná křtitelnice z 15. století spolu se sochou sv. Václava. Zvon pro studenecký kostel odlil roku 1587 Wolf Hilger. Wolf Hilger pocházel ze slavného rodu zvonařů, který působil v saském Freibergu od 15. do druhé poloviny 17. století. Varhany vyrobil roku 1718 Leopold Spiegel.
Kostel sv. Michaela v poválečných letech chátral. Peníze na jeho rekonstrukci (240 000 korun) byly místní faře přislíbeny komunistickými orgány již roku 1956. Nikdy však nebyly poskytnuty, a proto se stav kostela nadále zhoršoval. Roku 1966 nakonec MNV v Krásném Studenci zažádalo o demolici kostela, kterou následně ONV v Děčíně schválil. Kostel byl zbořen v listopadu 1966, památkové předměty byly uskladněny v kostele sv. Václava v Děčíně. Dnes se tak na návsi nachází jen zpustlá hřbitovní zeď, na místě kostela bylo po demolici zřízeno dětské hřiště.